# Steadicam

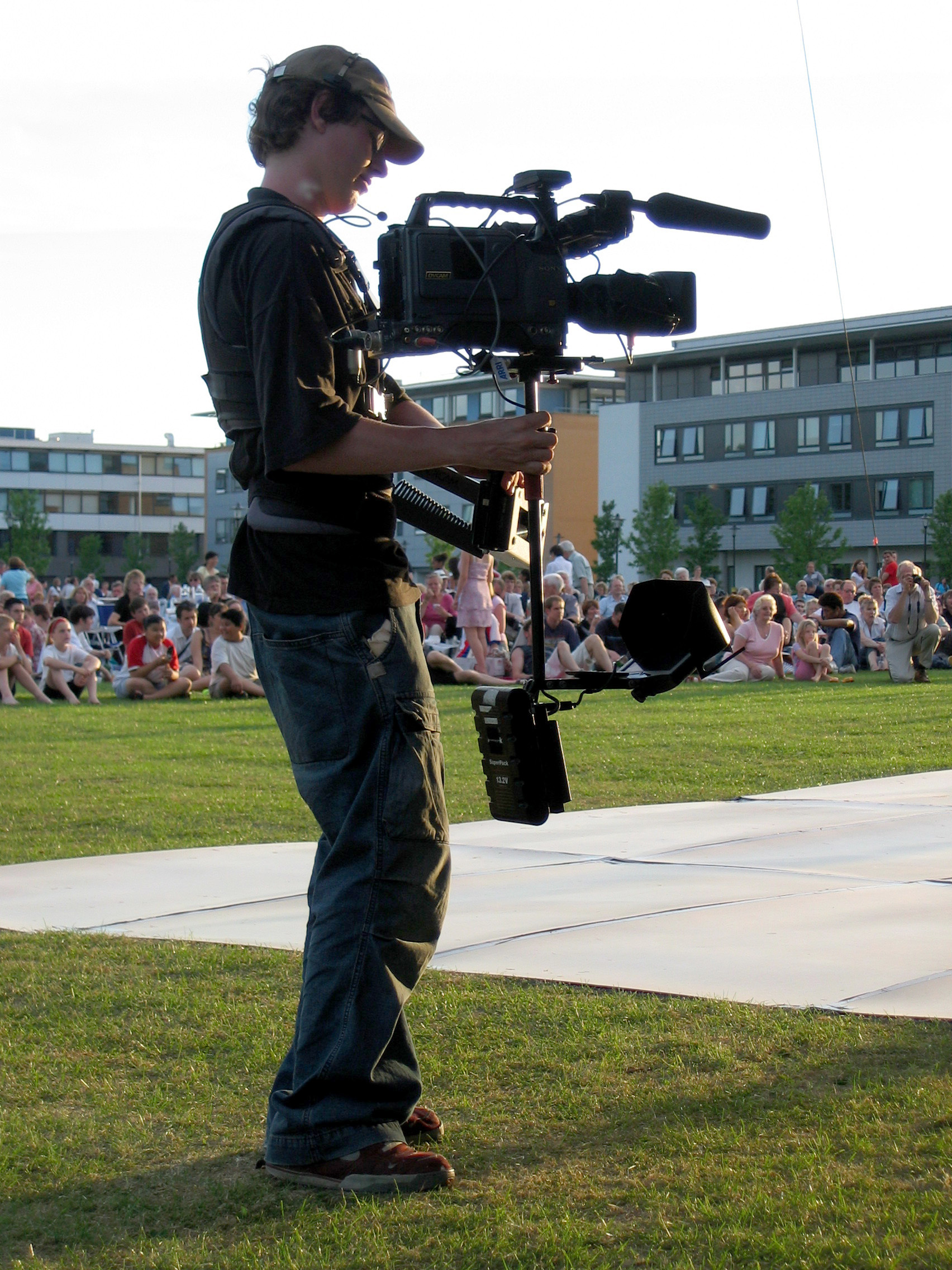
Camarógrafo con una steadicam.

Steadicam es el nombre comercial del primer estabilizador de cámara, consistente en un sistema de suspensión y brazo recto con soporte para la cámara y sistema de contrapesos, el que se puede complementar con un brazo isoelástico adosado a un chaleco o body como se le conoce para aumentar el tiempo de utilización en tomas largas, ya que el peso se traslada de los brazos del operador a las caderas del mismo. El sistema permite llevar la cámara de cine o televisión atada al cuerpo del operador de cámara mediante un arnés. Compensa los movimientos del operador, mostrando imágenes similares al punto de vista subjetivo del personaje.
Esta técnica fue inventada en 1976 por Garrett Brown como un sistema para paliar los movimientos indeseados del operador y así suavizar y estabilizar las imágenes. Su primera utilización cinematográfica fue en la cinta de 1976 Bound for Glory, de Hal Ashby; su uso fue una revolución que sorprendió a los especialistas de la materia. En el mismo año se utilizó en Rocky y en Marathon Man, que iniciaron su uso generalizado.
De forma casi paralela a su invención, se publicaba el libro El resplandor de Stephen King. Un poco más tarde, en 1980, Kubrick lo utilizaría en su adaptación al cine. Esta película popularizó las ventajas de la steadicam y se ha convertido en un sustituto del aparatoso y caro travelling. La steadicam permite buenos resultados y movimientos más complejos a un menor coste. Sin embargo, su gran desventaja es que el operador tiene que descansar cada cierto tiempo, por lo que no permite largas grabaciones.
La steadicam da nombre genérico a los estabilizadores de cámara, dado que fue la primera en comercializarse, aunque en la actualidad hay muchos tipos de estabilizadores de cámara, tales como la Glidecam, la Bodycam, etc.

## Mecánica del steadicam
El steadicam está compuesto de tres partes diferentes:
- Un arnés corporal (Vest)
- Un brazo mecánico (Arm)
- Un montante tubular (Post) dotado de un soporte para la cámara, de un cardán (Gimbal) ubicado cerca del centro de gravedad del conjunto, de un monitor y de baterías situadas en la parte inferior. El conjunto de las tres partes se denomina Rig.

El principio de base del steadicam es centrado sobre el Sled y el brazo: la cámara está fijada sobre un soporte previsto al efecto, al arriba del Post. En su base se encuentran la batería y el monitor, que, a modo de contrapeso permiten acercar el centro de gravedad del conjunto del post en el centro axial del Gimbal.
El sled viene a fijarse sobre el brazo y traspone el peso del conjunto sobre el arnés por un sistema complejo de poleas, cables de acero y de muelles (Garrett Brown se habría inspirado en una lámpara de arquitecto para concebirlo) . Actualmente existen brazos con una mecánica de menor complejidad e igual o mayor eficacia basados en dos únicas muelles prescindiendo totalmente de poleas y cables, aligerando el peso. El mismo arnés está fijado alrededor de los hombros, las caderas y de la espalda del operador, para repartir equitativamente el peso sobre todo el cuerpo, pero la espalda sigue siendo la parte del cuerpo donde se concentra la mayor parte del peso.
Gracias a este procedimiento, el operador obtiene una gran movilidad de movimientos y la imagen sigue siendo estable sea cual sea la superficie donde opera. Sin embargo, el manejo del steadicam sigue siendo complejo, y sólo un operador experimentado y entrenado podrá obtener imágenes perfectamente fluidas.

## Estabilizadores al alcance de todos
Hasta hace relativamente poco tiempo era bastante difícil encontrar estabilizadores de cámara fuera de las grandes y medianas producciones, mayoritariamente debido a su elevado coste y la poca maniobrabilidad que ofrecían. Hoy en día el mercado permite que particulares y pequeñas productoras dispongan de estabilizadores de buena calidad a precios bastante asequibles.
Este nuevo mercado "low cost" todavía se encuentra en crecimiento, pero hoy por hoy gira en torno a los estabilizadores de "mano" o "Gimbal"  mucho más sencillos y versátiles que sus predecesores y que además se adaptan a las necesidades de los usuarios y la tecnología de la que éstos disponen como son los teléfonos inteligentes y las cámaras reflex.
Un ejemplo es el steadicam Volt, diseñado exclusivamente para teléfonos inteligentes tanto Android como IOS. Este no funciona mecánicamente mediante un giroscopio, sino que incorpora una batería que tiene una autonomía de 15 horas con la que se lleva a cabo una calibración electrónica sin retraso y el desplazamiento del dispositivo por un pequeño raíl que incorpora.

## Otros estabilizadores de cámara
La película El Arca Rusa (2002) se rodó en un único travelling sin cortes de más de hora y media, con una steadicam empuñada por el director de fotografía alemán Tilman Büttner logrando la primera película sin cortes de la historia (gracias a realizarse con una cámara Sony Cinealta de HD junto con un sistema de discos de almacenamiento sin compresión, llevado detrás del operador del steadicam por un asistente en una mochila especialmente diseñada con su sistema de control y baterías).
- Glidecam: está pensada para un uso menos profesional que la steadicam, aunque permite obtener una gran calidad. Basa su equilibrio en un simple sistema de contrapesos y un balancín de precisión. Permite hacer tomas panorámicas de 360° e inclinación de más de 270°. Con este tipo de cámaras se consigue suavidad en movimientos tan complicados como correr, ir agachado, andando...
- Bodycam: como el resto de los soportes de cámara, la Bodycam permite reducir la inestabilidad en movimientos tales como subir escaleras, correr... Además de esto, ofrece la posibilidad de ampliar los puntos de vista, ya que permite mayor movilidad que el dolly (desplazamiento de cámara).

- FlightStick: es otro sistema estabilizador similar a los anteriores, pero ha añadido un peso en la parte baja del trípode y un monitor.

- Handyman: hay varios modelos dependiendo del volumen y peso de la cámara (Handyman 100, Handyman 1000, Handyman 1000c, Handyman 2000,Handyman Clip and go, Handyman DV y Handyman CN).

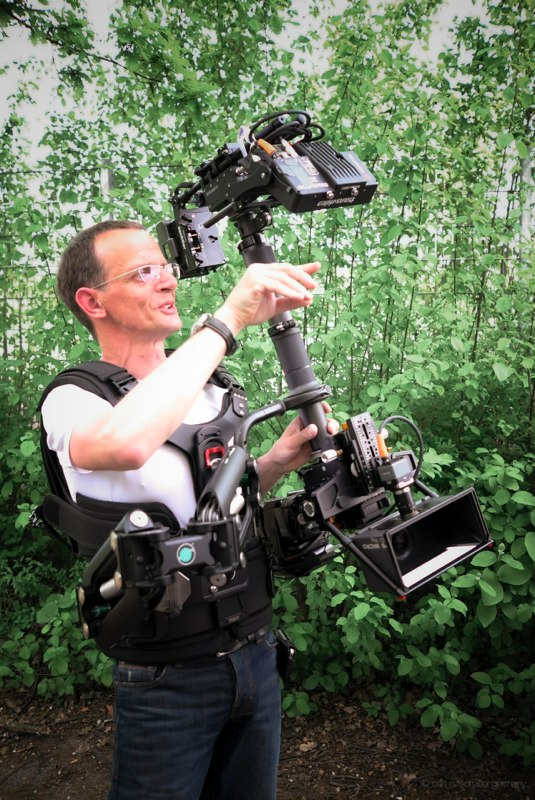
Curt O. Schaller con un artemis Cine HD Pro de Sachtler

- ARRI: Sachtler lanzó al mercado en 2001 junto con Curt O. Schaller el sistema de estabilización para cámaras Artemis.[3] Dicho sistema fue el primer sistema estabilizador para cámaras modular del mundo, así mismo los sistemas de Artemis en alta definición (HD) fueron en su momento los primeros estabilizadores para cámaras Full-HD del mundo. Desarrollado por Curt O. Schaller, junto con el ingeniero Roman Foltyn en 2015, el Artemis Trinity-System es el primer sistema de estabilización para cámaras del mundo que combina un sistema de estabilización mecánico y electrónico. En abril de 2016 ARRI adquirió de Sachtler / Vitec Videocom el sistema Artemis de estabilización de cámaras desarrollado por Curt O. Schaller.[4] En 2025, Curt O. Schaller fue galardonado con el Oscar, el Academy Scientific and Engineering Award, por el concepto, diseño y desarrollo del sistema Trinity 2.[5][6][7][3]
- eemov: eemov fabrica estabilizadores asequibles a los cineastas independientes. Sus productos son ligeros y fáciles de usar. Los modelos básicos se puede complementar con una pantalla LCD de color o la pantalla TFT, baterías, mandos a distancia y otras aplicaciones.

## Películas
Entre las películas en las que se ha utilizado el método steadicam figuran:
- Rocky (1976): Durante la escena de la charla entre Rocky y La pequeña Marie, se puede ver que ambos caminan mientras la cámara los sigue en un plano largo. Así mismo en la Subida de los escalones y el entrenamiento de Rocky se puede observar a Sylvester Stallone subiendo y corriendo.
- El Resplandor (1980): La película utiliza el Steadicam en la famosa escena en la que Danny, el niño, corre en su triciclo por los pasillos del hotel Overlook y en las escenas finales cuando Jack persigue a Danny por el hotel y en el laberinto.
- Goodfellas (1990): La secuencia del club nocturno, Scorsese emplea el Steadicam para seguir a los personajes mientras entran al club, lo que brinda una inmersión única en la vida de los protagonistas.
- Gravity (2013): La escena inicial es una larga toma de 12 minutos, donde se narra la misión de la doctora Ryan Stone (Sandra Bullock) y su interacción con el astronauta Matt Kowalski (George Clooney). Esta escena le valió a Emmanuel Lubezki su primer Óscar a la mejor fotografía (lo mismo que su primer premio BAFTA y su primer premio de la Crítica Cinematográfica, ambos en esta misma categoría).
- Children of Men (2006): Cuenta con varias escenas donde se usó el steadicam, incluida la del comienzo, donde Theo (Clive Owen) se retira de la cafetería y esa explota.
- Birdman (2014): La película se basa en una sola toma, que le valió a Lubezki su segundo Óscar a la mejor fotografía.
- El renacido (2015): Incluye muchas tomas de steadicam, que le valieron a Lubezki su tercer Óscar a la mejor fotografía.